# Cupcake Peaks
Die Cupcake Peaks sind zwei abgerundete Berge mit einer Höhe von bis zu 1331 m in der antarktischen Ross Dependency. In den Churchill Mountains ragen sie 5 km südöstlich des Mount Hamilton auf.
Das Advisory Committee on Antarctic Names gab ihnen 2003 einen deskriptiven Namen, da sie in ihrer Form an Cupcakes erinnern.